# Liste der römisch-katholischen Bischöfe von Stockholm
Das Apostolische Vikariat Schweden, das bereits seit 1783 existierte, wurde am 29. Juni 1953 durch Papst Pius XII. zur Diözese erhoben. Die folgenden Personen waren Vikare und Bischöfe des Bistums Stockholm:

## Apostolische Vikare
| Nikolaus Oster           | 1783–1790                       |
| Rafael d’Ossery          | 1790–1795                       |
| Paolo Moretti            | 1795–1804                       |
| Jean Baptiste Gridaine   | 1805–1833                       |
| Jakob Laurenz Studach    | 1833–1873                       |
| Johann Georg Huber       | 1874–1886                       |
| Albert Bitter            | 27. Juli 1886 – 1922            |
| Johann Evangelist Müller | 9. Oktober 1922 – 29. Juni 1953 |

## Diözesanbischöfe
| Johann Evangelist Müller   | 29. Juni 1953 – 1. August 1957        |
| Knut Ansgar Nelson         | 1. Oktober 1957 – 2. Juli 1962        |
| John Edward Taylor         | 2. Juli 1962 – 1976                   |
| Hubertus Brandenburg       | 21. November 1977 – 17. November 1998 |
| Anders Kardinal Arborelius | seit 17. November 1998                |